# Sailor Moon
Sailor Moon (美少女戦士セーラームーン, Bishōjo Senshi Sailor Moon), també traduït al català com a Marinera Lluna, és un manga shojo creat per Naoko Takeuchi el 1991. Més coneguda simplement com a Sailor Moon, la sèrie era particularment famosa per tornar a popularitzar el gènere de les Mahō shōjo i els seus elements sentai van aconseguir que el seu èxit també fos massiu entre el sector masculí, generalment menys interessat en aquest tipus d'històries.
A Catalunya, la sèrie fou estrenada l'1 d'octubre de 2001 fins al 16 de juliol de 2002 pel canal K3, i més endavant es va tornar a emetre des del 23 de desembre de 2013 al Canal Super 3. Glénat ha publicat el manga completament a Espanya (en castellà). Al 2011 Norma Editoral va reeditar el manga amb l'edició retocada i redistribuïda en 12 volums d'història principal i 2 d'històries curtes editada al Japó al 2003, es va realitzar una retraducció i es van retocar alguns diàlegs i conceptes.

## Història
Fou publicada a la revista japonesa Nakayoshi (Amigues Íntimes) i recopilada en 18 tankobon (volums). El 2003, es publicà una reedició revisada de luxe en 12 tankobon amb certs retocs especialment a les portades i alguns diàlegs. Hi ha una tercera edició publicada al 2014 que consta de 10 volums revisats.
Takeuchi, inicialment publicà la història curta Codename wa Sailor V (Nom Clau Sailor-V) a la revista Run-Run, on comptava les gestes de la justiciera Minako Aino, alies Sailor-V. La història agradà tant que de seguida se li oferí una proposta per realitzar una sèrie d'anime. Tanmateix, l'autora va preferir afegir més personatges i un argument més sòlid. Així sorgí la sèrie Bishōjo Senshi Sailor Moon, a partir de Codename wa Sailor V, publicada a la revista Nakayoshi (de la mateixa editorial que la de Run-Run) que començaria a publicar paral·lelament a la de Codename wa Sailor V, encara que aquesta última fou publicada irregularment finalitzant fins i tot després de Sailor Moon.
La serie saltà a l'anime quasi simultàniament a la seva publicació el 1992, i el manga superà en èxit a Codename wa Sailor V. La sèrie comptà també amb una sèrie de musicals anomenats Sera Myu i una sèrie d'acció real, anomenada Pretty Guardian Sailor Moon, amb 49 capítols i 3 especials de vídeo.
Des del 5 de juliol del 2014 es va transmetre en simultània un nou anime anomenat Pretty Guardian Sailor Moon Crystal per commemorar els 20 anys de Sailor Moon.

## Argument
Sailor Moon narra la història de la Bunny Tsukino (en japonès: Usagi Tsukino), una adolescent molt distreta i imprudent a la seva vida, que coneix per casualitat una gata anomenada Lluna. Li parla de la seva missió com a Marinera Lluna i de salvar la Terra de futurs invasors malignes. Amb el temps, sorgeixen la resta de les marineres en aquest ordre: la Marinera Mercuri (Ami Mizuno), una noia llesta amb poders relacionats amb l'aigua, la Marinera Mart (Rei Hino), una sacerdotessa d'un temple xinto amb habilitats psíquiques i poders relacionats amb el foc, la Marinera Júpiter (Makoto Kino), una noia forta amb poders relacionats amb els trons i els llamps i la Marinera Venus (Minako Aino), una noia distreta i amb poders relacionats amb l'amor (extreta directament de Codename wa Sailor-V) i durant el recorregut l'Antifaç de Gala (Mamoru Chiba), un noi més gran amb la voluntat de descobrir el seu passat, que l'ajudaran a cercar el desitjat Cristall de Plata. Durant la sèrie, s'hi uneixen més aliats, nous enemics i en general, l'argument es va enfosquint a poc a poc, sobretot al manga.

## Temporades d'Anime
Hi ha dos animes de Sailor Moon, la sèrie original emesa el 1992 i una segona sèrie de 39 episodis estrenada al juliol de 2014 i encara en emissió, per commemorar el 20è aniversari de la sèrie original. Aquesta segona sèrie s'anomena Sailor Moon Crystal i compta amb l'adaptació dels tres primers arcs del manga. L'adaptació del quart es farà al cinema dividit en dues pel·lícules d'animació dirigides per la mateixa directora que el tercer arc de Sailor Moon Crystal: Chiaki Kon. Aquestes pel·lícules s'estrenaran al final de 2018.
La sèrie de 1992 compta amb 200 capítols repartits entre cinc temporades d'aquesta manera:
- Sailor Moon (Comprèn els primers 46 capítols)

Aquesta temporada explica la història de la Bunny Tsukino (Usagi Tsukino o traduït Conill de la Lluna), una nena de 14 anys distreta i maldestre que un dia es troba a una gata negra, la Lluna que li revela que és una marinera protectora i que ha de trobar les seves aliades, l'Ami Mizuno o Marinera Mercuri, la Rai Hino (Rei Hino) o Marinera Mart, la Makoto Kino o Marinera Júpiter i la Minako Aino, la cinquena marinera (Sailor V) o Marinera Venus. Juntes han de trobar els cristalls irisats i la princesa. També han d'evitar que la Reina Perill i els generals del Regne Obscur obtinguin el cristall de plata.
- Sailor Moon R, (entenent-se "R" com Return o Romance). (Comprèn els dos arcs argumentals i va des del capítol 47 al 89).

Els primers 13 capítols van ser creats exclusivament per a la televisió mentre Naoko Takeuchi aconseguia avançar en la seva publicació en paper. Aquest mini-arc conta la història de l'Alex (Eiru) i l'Ann, dos extraterrestres que envaeixen la Terra volent apoderar-se de tota l'energia que hi ha al planeta per alimentar l'Arbre de la Foscor.
El segon arc conta l'arribada de la Chibiusa (el seu nom real és Bunny Tsukino, com la protagonista de la sèrie), qui ve del segle XXX per a cercar la Marinera Lluna i obtenir el sagrat Cristall de Plata per a salvar la futura ciutat de Tòquio, Cristall Tòquio, d'una malvada banda provinent d'un antic planeta que es fan dir Lluna Negra. En aquesta temporada apareix una nova marinera, la Marinera Plutó (Setsuna Meioh).
- Sailor Moon S (Super) (Comprèn els capítols 90 a 127)

A aquesta temporada apareixen la Marinera Urà (Haruka Ten'ō) i la Marinera Neptú (Michiru Kaiō) (que tenen una relació de parella confirmada per l'autora i clarament observable) a la recerca dels tres Talismans Sagrats, necessaris per a l'obtenció del Sant Greal i prevenir l'adveniment del Messies. Una estranya organització anomenada Esperits de la mort, liderada pel professor Tomoe, planeja apoderar-se de la Terra fent renàixer el seu líder del cos de la seva filla, la Hotaru Tomoe. A aquesta sèrie apareixen les marineres del sistema solar exterior, la Marinera Urà (Haruka Tennoh) i la Marinera Neptú (Michiru Kaioh), i la Marinera Saturn (Hotaru Tomoe), la marinera de la destrucció.
- Sailor Moon SS (Super sailor) (Comprèn els capítols 128 a 166).

És el més polèmic pel títol a l'estranger, perquè el nom de la temporada es va associar amb les SS del III Reich i es va canviar per Super S. La història es concentra en la Chibiusa i la seva relació amb el pegàs Helios, ja que aquest demana ajuda a la Chibiusa perquè el seu món Il·lusió, és dominat per la bruixa Zirkonia del Circ de la Lluna Morta que planegen trencar l'encanteri al que es troba sotmesa la perversa reina Neherenia.
- Sailor Moon Sailor Stars. (Comprèn els capítols 167 a 200).

Al primer mini-arc realitzat exclusivament per a la televisió, la reina Neherenia reapareix amb el desig de revenja de les marineres, que quasi aconsegueixen acabar amb ella a l'anterior arc.
Al segon arc argumental, apareixen inicialment un equip de noves marineres, la Marinera Estrella Creadora, la Marinera Estrella Sanadora i la Marinera Estrella Lluitadora, que busquen la seva princesa. També apareix la Chibichibi. Al bàndol contrari hi ha la Marinera Galàxia, qui amb el seu propi equip de Marineres guerreres planeja matar les marineres i dominar tota la galàxia.

## Personatges
- Bunny Tsukino / Marinera Lluna

La Bunny Tsukino (traduït al català Conilleta de la Lluna), és la protagonista de la història de Sailor Moon. Va néixer el 30 de juny, és Cranc, fa 1,149 m d'alçada, el seu color preferit és el blanc. El seu menjar preferit és el gelat i el menjar que menys li agrada són les pastanagues. La seva gemma preferida és el diamant. Té poders relacionats amb la llum i el guariment. És la segona marinera en despertar. És una noia maldestre i ploramiques que amb 14 anys es troba a la gata Lluna que la transformarà en la Marinera Lluna, una guardiana de la justícia que ha de lluitar contra uns enemics que volen conquerir la terra, trobar el cristall de plata i la princesa del Regne de la Lluna. Durant la primera temporada descobrirà que ella és la Princesa de la Lluna i el Cristall de Plata es troba dins seu. Durant la sèrie anirà evolucionant i madurant però sempre serà aquesta nena bona i caritativa. A la segona temporada es descobreix que ella serà la futura Reina de la Terra i que té una filla. Té els cabells rossos daurat i els ulls blau fosc.
- Amy MIzuno / Marinera Mercuri

L'Ami Mizuno és la tercera marinera a aparèixer i és la cervell del grup. Amb un QI de 300 a l'escola no feia molts amics, fins que va conèixer la Bunny i la Lluna i va despertar com a Marinera Mercuri, la marinera del coneixement i de l'aigua. La seva mare és una metgessa de prestigi i el seu pare divorciat és dibuixant tradicional japonès. Va néixer el 10 de setembre, és Verge, fa 1,59 m d'alçada, el seu color preferit és el turquesa. Prefereix els entrepans i el menjar que menys li agrada és el hamachi. Durant la sèrie descobrim que és al·lèrgica a les cartes d'amor i el seu home perfecte seria Albert Einstein. Té un curt d'animació dedicat al seu primer amor. Té els cabells de color blau fosc i els ulls gris blavós.
- Rai Hino / Marinera Mart

La Rai Hino és la quarta marinera i la tercera més poderosa del grup inicial. Ella és sacerdotessa d'un temple xinto, del del Turó de Seindaizakaue. La seva mare va morir d'alguna malaltia i el seu pare és un polític molt ocupat i viu amb el seu avi. Va ser descoberta per la Luna després de ser acusada de la desaparició d'algunes persones al voltant del seu temple, la Lluna va pensar que potser podia ser la princesa. Va a una escola privada i té una relació d'amor odi amb la Bunny. Va néixer el 17 d'abril i és Aries. Els seus colors preferits són el negre i el vermell, fa 1'60 d'alçada. El seu menjar preferit és el Fugu i el menjar que menys li agraden són els espàrrecs en llauna. Els seus poders estan relacionats amb el foc i els poders psíquics, ella és la guerrera de la passió. Té dos corbs, Phobos i Deimos, què són els seus consellers i té la capacitat de veure el futur. Quant a amor a l'anime té una "relació" amb el seu company de temple i és l'exnòvia d'en Mamoru. Al manga ella totalment odia als homes, pensa que són uns porcs, segurament pel mal exemple que és el seu pare. Té els cabells negres amb reflexos liles i els ulls negres
- Makoto Kino / Marinera Júpiter

La Makoto Kino és la cinquena marinera a aparèixer i la més poderosa de les 4 originals. És una noia molt forta però al mateix temps és molt femenina, li encanta cuinar, cosir i la jardineria. L'han expulsada de moltes escoles i viu sola perquè els seus pares van morir a un accident d'avió. Va ser descoberta per la Lluna en canviar-se a l'escola de la Bunny. Els seus poders estan relacionals amb els llamps i els trons i les flors. Va néixer el 5 de desembre, és Sagitari. El seu color preferit és el rosa clar. El seu menjar preferit és el pastís de cireres. Fa 1'65 d'alçada, té molta força física i és la guerrera de la valentia. Ha tingut molts amors i un d'ells la va marcar molt. Té els ulls verds i els cabells castanys clar.
- Minako Aino / Marinera Venus

La Minako Aino és la primera marinera a aparèixer però ho fa com a Cinquena Marinera i té una història anterior a les seves companyes. Quan arriba a la història principal ja ha madurat i és l'única humana que sap qui és la princesa. Ella té un gat que es diu Àrtemis que és la que la va fer despertar i és l'únic que sap tota la veritat des del principi. Al manga fa veure que és la princesa per protegir la Bunny, a l'anime la confonen amb la princesa. Té poder relacionats amb l'amor i la bellesa i la seva arma predilecta és la cadena d'amor de venus, tot i que és la portadora de l'espasa que protegeix a la princesa. És la líder de les guardianes de la princesa. Va néixer el 22 d'octubre, és Balança. Fa 1'52 m d'alçada. Els seus colors preferits són el groc i el vermell, el seu menjar preferit és el curri i el menjar que menys li agrada són els bolets Xiitake. Té els cabells rossos clar i els ulls blaus clar. La seva història personal s'explica al manga Codename wa Sailor V.
- Mamoru Chiba / Antifaç de Gala

En Mamoru Chiba, és l'únic mariner masculí de la galàxia i és l'equivalent a la Marinera Terra. La seva identitat secreta és l'Antifaç de Gala a tots els arcs. Va perdre els seus pares a un accident de cotxe el dia del seu aniversari, el 3 d'agost, per això no li agrada gens celebrar-lo. Fa 1'87m d'alçada i té els ulls blau gris i el cabell negre. És la parella estable de la Bunny, és el príncep de la terra, el futur rei de la terra i el portador del cristall daurat, la gemma de la terra. És raptat o convertit en dolent a 4 dels 5 arcs de Sailor Moon. Al cinquè és el primer en morir. Té poders psicofísics.
- Chibiusa Tsukino / Marinera Minilluna

La Princesa Bunny més coneguda pel seu sobrenom Chibiusa és la filla d'en Mamoru i la Bunny al s.XXX que ha vingut al segle XX escapant de la Lluna Negra a la segona temporada. Va néixer el mateix dia que la seva mare, el 30 de juny. Desperta com la guardiana Sailor Chibimoon al final de la segona temporada, tot i que no lluita fins a la tercera. Quan apareix tot i tenir 900 anys n'aparenta 3, després salta directament als 6 i va creixent amb normalitat. Durant el final de la segona temporada es transforma en dolenta. A la tercera i quarta temporada és enviada al segle XX per entrenar-se i torna al futur a la 5 temporada. Els seus poders són molt semblants al de la seva mare, però en menys mesura. Té una relació amb el sacerdot d'Elsyon, Elyos a partir de la quarta temporada. La majoria d'històries curtes se centren en ella. Té els cabells roses clar i els ulls vermells.
- Setsuna Meioh / Marinera Plutó

La Setsuna Meioh és la Marinera Plutó, la primera de les guardianes del sistema solar exterior i la Guardiana de la Porta del Temps. És filla de Cronos i és la portadora del Tercer Talismà, el Garnet Rob (traduït al català: esfera granat). Té una relació d'amistat amb la Chibiusa. Té poders relacionats amb l'espai i el temps. Té tres tabús: No deixar mai la porta desatesa, No viatjar a través de la porta i el més important mai parar el temps. Trenca els tres tabús al final de la segona temporada i perd la vida, per després ser ressuscitada per la Nova Reina Serenitat i tornar a lluitar amb les guerreres a la tercera temporada. La seva pell fosca pot ser un símbol de que és l'única marinera africano-japonesa de les 10. Té els cabells verds i els ulls de color terracota.
- Haruka Tenoh / Marinera Urà

La Haruka Tenoh és la Marinera Urà, la segona guardiana del sistema solar exterior. És la portadora del segon talismà, la Space Sword (en català:Espasa de l'Espai). Els seus poders estan relacionats amb el vent i els fenòmens tectònics. Manté una relació de parella amb la Marinera Neptú. Al principi és fa passar per un noi per no ser descoberta per l'enemic. És una gran corredora amb cotxes. Al manga té els cabells rossos platí i els ulls blau marí però a l'anime té els cabells rossos terra.
- Michiru Kaioh / Marinera Neptú

La Michiru Kaioj és la Marinera Neptú, la darrera guardiana del sistema solar exterior. És la marinera del mar i la portadora del primer talismà, l'Oceanic Mirror (en català: Mirall Oceànic). Manté una relació de parella amb la Marinera Urà. És una gran violinista reconeguda mundialment. Té els cabells de color turquesa i els ulls de color blau marí.
- Hotaru Tomoe / Marinera Saturn

La Hotaru Tomoe és la filla del Professor Tomoe, el dolent principal de la tercera temporada. Dins del seu cos hi ha un ou de daimon amb la líder dels Death Busters que el seu pare li va implantar després d'un accident amb l'esperança de poder conquerir la terra. La seva mare va morir a aquest accident. Les tres guerreres del sistema solar exterior volen impedir que la Marinera Saturn desperti perquè això voldria dir la fi del món. Al final s'acaba descobrint com a marinera de la destrucció i el renaixement i acaba vencent els Death Busters. A la quarta temporada torna a ser un nadó i les tres guerreres del sistema solar exterior li fan de mares. Té una relació de molta amistat amb la Chibiusa. Té els ulls morats i els cabells negres.

## Veus del doblatge català[4]
| Personatge                     | Actor de Doblatge                             |
| ------------------------------ | --------------------------------------------- |
| Marinera Lluna - Bunny Tsukino | Marta Ullod                                   |
| Marinera Mercuri - Amy Mizuno  | Geni Rey                                      |
| Marinera Mart - Rai Hino       | Meritxell Ané                                 |
| Marinera Júpiter - Makoto Kino | Vicky Martínez                                |
| Marinera Venus - Minako Aiko   | Núria Doménech                                |
| Antifaç de gala - Mamoru Chiba | Francesc Figuerola                            |
| Lluna                          | Roser Albadó                                  |
| Artemis                        | Hernan Fernández                              |
| Diana                          | Elisabet Bargalló                             |
| Naru                           | Maria Josep Guasch                            |
| Umino                          | Teresa Soler Elisabet Bargalló (substitució)  |
| Yuuichirou                     | Claudi Domingo Hernan Fernández (substitució) |
| Marinera mini Lluna - Chibiusa | Geni Rey Maria Josep Guasch (substitució)     |
| Marinera Plutó - Setsuna Meiō  | Elisa Beuter                                  |
| Marinera Neptú - Michiru Haiou | Ana Maria Camps                               |
| Marinera Urà - Haruka Teno     | Lourdes López                                 |
| Marinera Saturn - Hotaru Tomoe | Elisabet Bargalló                             |
| Chibi-Chibi                    | Maria Josep Guasch                            |
| Seiya                          | Elisabet Bargalló                             |
| Yaten                          | Lourdes López                                 |
| Taiki                          | Elisa Beuter                                  |
| Reina Perill                   | Mar Roca                                      |
| Pegàs                          | Hernan Fernández                              |
| Jadeit                         | Josep Maria Mas                               |
| Kunzit                         | Josep Maria Mas                               |
| Rubeus                         | Josep Maria Mas                               |
| Zoizit                         | Aleix Estadella                               |
| Nepherit                       | Jaume Villanueva                              |
| Seijirou                       | Jaume Villanueva                              |
| Príncep Diamant                | Jaume Villanueva                              |
| Savi Amagat                    | Jordi Vilaseca                                |
| Doctor Tomoe                   | Jordi Vilaseca                                |

## Pel·lícules

### Animació
- Sailor Moon R: La promesa de la rosa (desembre 1993): Fiore, un noi que va conèixer en Mamoru quan era un nen torna amb ambicions malèfiques. Es va emetre als cinemes japonesos acompanyat del curt Make Up!, que recull els millors moments del primer arc argumental.
- Sailor Moon S: The Movie - L'Amor de la Princesa Kaguya (desembre 1994): Se centra en l'amor de la Lluna amb un astrònom, corresponent a la temporada S.
- Sailor Moon SuperS- El Miracle del Forat Negre dels Somnis (desembre 1995): També en romanç, però aquesta vegada amb la Chibiusa i el flautista Peruru, corresponent a la temporada SS. Es va emetre acompanyat del curt Ami-chan No Hatsukoi (El Primer Amor de l'Ami), centrat en el romanç de la Marinera Mercuri i basat en una història curta que aparegué als volums originals.

## Censura
A l'Occident, la sèrie d'anime fou acusada de continguts poc apropiats per al públic al que era dirigit i fou censurada en molts aspectes. L'última temporada Sailor Moon Sailor Stars no fou transmesa als Estats Units. Tot i que els valors LGBTI que transmet la sèrie alguns països van considerar les parelles homosexuals «no apropiades per a nens». Les marineres Urà i Neptú mantenen una relació en parella que a molts doblatges va ser censurada, inventant-se coses tant ridícules com que eren cosines. Per sort el doblatge català la censura és gairebé nul·la. Un dels pocs exemples de censura són els dolents de la primera temporada el Kuncit i el Zoicit mantenen una relació homosexual i al doblatge català en Zoicit és tractat d'ella però va ser doblat per un actor masculí, cosa que manté l'ambigüitat del personatge.

## Mitologia, astronomia i mineralogia
Per donar les bases mitològiques de l'obra, Naoko Takeuchi va utilitzar la llegenda japonesa del sacrifici del conill, així com la mitologia grega, l'Edat Mitjana i l'astronomia.
Pels noms, es va basar principalment en l'astronomia i la mineralogia.
La major part dels enemics tenen noms basats en minerals, amb unes úniques excepcions: l'An i Ail (Ann i Alex), Pharaon 90 i Death Phantom.
Els noms del Quartet d'Amazones i les Shadow Galàctica estan basats en la mitologia i l'astronomia.
Aquí una llista:
Regne Obscur:
Jadeit = Jadeïta
Nepherit = Nefrita
Zoicit = Zoisita
Kunzit = Kunzita/Malaquita
Reina Perill (en japonès és Beryl)= Beril
La Lluna Negra:
Rubeus (Crimson Rubeus) = Robí
Maragda (Green Esmeraude) = Maragda
Zafir (Blue Sapphire) = Safir
Príncep Diamant (Prince Demand) = Diamant
Karmecyte (Kōan) = Carmesita
Bethieryte (Beruche) = Berthierita
Calaveryte (Calaveras) = Calaverita
Petzyte (Petz) = Petzita
Espectres de la Mort
Kaorinite= Caolinita
Eudial= Eudialita
Mimete= Mimetita
Tellu= Telurita
Viluy= Viluita
Cyprine i Petirol (Cyprine i Ptilol)= Ciprina i Ptilolita
Circ de la Lluna Morta
Reina Neherenia (Queen Nehellenia) = Nefelina, també es refereix a la deessa teutónica Nehallenia
Zirconia= Zirconi
Zircó= Zircó
Ull de Tigre, Ull de Falcó, Ull de Peix= gemmes del mateix nom.
Quartet d'Amazones
CereCere= el planeta nan Ceres i/o la deessa romana Ceres
ParaPara= l'asteroide Pal·les i/o la deessa grega Pal·les Atenea
JunJun= l'asteroide Juno i/o la deessa romana Juno
VesVes= l'asteroide Vesta i/o la deessa romana Vesta
Sailor Animamates
Marinera Rata de Ferro= Ferro
Marinera Sirena d'Alumini= Alumini
Marinera Corb de Plom= Plom
Marinera Mixeta de Llauna= Llauna
Marinera Papallona de Metall Pesant= Metall Pesant

## Personatges
A continuació la llista de personatges de Sailor Moon i els seus noms a cada versió:
| Marineres           | Nom original  | Versió Mexicana | Versió Estatunidenca       | Versió Espanyola | Versió Hongkonguesa Cantonesa VCD (alfabet llatí) | Versió Francesa     | Versió Italiana     | Versió Portuguesa | Versió Catalana |
| ------------------- | ------------- | --------------- | -------------------------- | ---------------- | ------------------------------------------------- | ------------------- | ------------------- | ----------------- | --------------- |
| Marinera Lluna      | Usagi Tsukino | Serena Tsukino  | 3Serena "Bunny" Tsukino    | Bunny Tsukino    | Yuet Yeah Tue                                     | Bunny Rivière       | Bunny               | Bunny Tsukino     | Bunny Tsukino   |
| Marinera Mercuri    | Ami Mizuno    | Amy Mizuno      | 4Amy Anderson o Amy Mizuno | Amy Mizuno       | Shiu Yeah Maiah                                   | Molly               | Amy Mizuno          | Ami Mizuno        | Ami Mizuno      |
| Marinera Mart       | Rei Hino      | Rei Hino        | ⁵Raye Hino                 | Rai Hino         | Fow Yeah Laí                                      | Raya Hino           | Rea Hino            | Rita Hino         | Rai Hino        |
| Marinera Júpiter    | Makoto Kino   | Lita Kino       | Lita Miller                | Patricia Kino    | Muuk Yeah Juum Kum                                | Marcy Maurane       | Morea Kino          | Maria Kino        | Makoto Kino     |
| Marinera Venus      | ¹Minako Aino  | Mina Aino       | Mina Aino                  | Carola Aino      | Joi Yeah maig Lei                                 | Amélie/ Mathilda    | Marta Aino          | Joana Lima        | Minako Aino     |
| Marinera Mini Lluna | ²Chibiusa     | Rini Tsukino    | Rini Tsukino               | Chibiusa         | Rini                                              | Camille Rivière     | Chibiusa            | Chibiusa Tsukino  | Chibiusa        |
| Marinera Plutó      | Setsuna Meiō  | Setsuna Meiou   | Trista Meio                | Raquel Meiou     | -o-                                               | Severine            | Sidya Meiou         | Susana Meiou      | Setsuna Meioh   |
| Marinera Urà        | Haruka Ten'ō  | Haruka Tenoh    | Amara Teno                 | Timmy Tenoh      | Aiyu                                              | Frédérique          | Heles Tenoh         | Aruka Tenoh       | Haruka Tennoh   |
| Marinera Neptú      | Michiru Kaiō  | Michiru Kaiou   | Michelle Kayo              | Vicky Kaiou      | Amon                                              | Mylène              | Milena Kaiou        | Mariana Kaiou     | Michiru Kaioh   |
| Marinera Saturn     | Hotaru Tomoe  | Hotaru Tomoe    | Hotaru Tomoe               | Andrea Tomoe     | -o-                                               | Olivia Williams     | Ottavia Tomoe       | Octavia Tomoe     | Hotaru Tomoe    |
| Chibi Chibi         | Chibichibi    | Chibi Chibi     | Chibi Chibi                | Chibi Chibi      | -o-                                               | Chibi Chibi Riviere | Chibi Chibi Tsukino | Chibi Chibi       | Chibi Chibi     |
| Antifaç de Gala     | Mamoru Chiba  | Darien Chiba    | Darien Shields             | Armando Chiba    | -o-                                               | Bourdu              | Marzio(Milord)      | Gonçalo Chiba     | Mamoru Chiba    |

1: Protagonista de Codename wa sailor V.
2: Com que té els cognoms dels pares s'omet, també correspon a la Chibiusa.
3: Episodi 138
4: Anderson - Temporada 1 i 2. Mizuno - Temporada 3 i 4. Les companyies de doblatge van ser diferents.
5: Episodi 46
-o-: No indica nom